# Selenocosmia mittmannae
Selenocosmia mittmannae là một loài nhện trong họ Theraphosidae.
Loài này thuộc chi Selenocosmia. Selenocosmia mittmannae được miêu tả năm 2005 bởi Barensteiner & Wehinger.